# Sea Diallo
Sea Diallo (geb. 26. Juli 1958 in Thiès, Französisch-Westafrika; gest. 2. Februar 2025 in Dakar, Senegal) war ein senegalesischer Künstler.
Er verband traditionelle Techniken der Hinterglasmalerei mit Collage. Wie Serigne Ndiaye und Anta Germaine Gaye kann man ihn der „Zweiten Generation“ der «École de Dakar» zuordnen. Er wohnte im Village des Arts de Dakar.
2020 widmete ihm die Galerie nationale d’Art eine Retrospektive für 31 Jahre seines Wirkens (1989–2020).

## Werke
- Pollution (Hinterglasmalerei)
- Réchauffement des fonds sous-marins (Hinterglasmalerei)
- Attitude – Rêverie (Hinterglasmalerei)